# HMS Gambia (48)
HMS Gambia var en lätt kryssare av Fiji-klass i Royal Navy. Hon var i tjänst hos Royal New Zealand Navy (RNZN) som HMNZS Gambia från 1943 till 1946. Hon var uppkallad efter den dåvarande kronkolonin Gambia.

## Beskrivning
Gambia hade ett deplacement på 8 670 ton vid standardlast och 10 896 ton vid fullast. Hon hade en total längd på 169,3 meter, en bredd på 18,9 meter och ett djupgående på 6 meter. Fartygen drevs av fyra växlade Parsonturbiner, som var och en drev en axel, med hjälp av ånga från fyra Admiralitets 3-trumspannor. Turbinerna hade en effekt på totalt 80 000 axelhästkrafter (60 000 kW) och de fartyget gav en maxhastighet på 32,25 knop (59,73 km/h). Gambia hade en metacentrisk höjd på 1 meter vid fullast. Fiji-klassen hade tillräckligt med bränsle för att ge dem en räckvidd på 6 520 nautiska mil (12 080 km) vid 13 knop (24 km/h). Fartygens besättning var 733 officerare och sjömän i fredstid och 900 under krig.

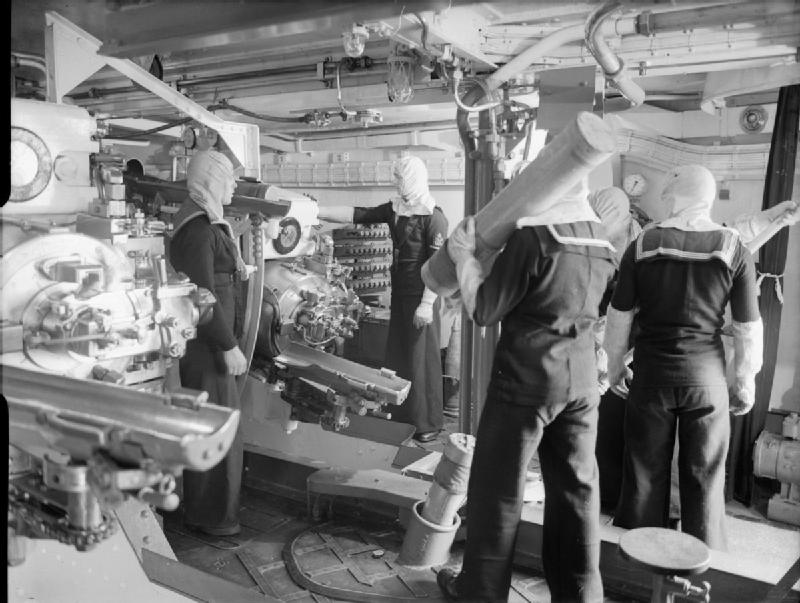
Insidan på en av Fiji-klassens Mark XXIII 15,2 cm torn.

Fiji-klassens huvudartilleri bestod av ett dussin BL 6-tums (15,2 cm) Mk XXIII-kanoner i fyra torn med tre kanoner vardera, varav ett par för och akter om överbyggnaden. Deras sekundära beväpning bestod av åtta 4-tums (10,2 cm) Mk XVI allmålskanoner i fyra dubbeltorn. Luftvärnet för kryssarna tillhandahölls av två fyrdubbla 2-pundiga (40 mm) luftvärnskanoner och två fyrdubbla fästen för Vickers 0,5 tum (12,7 mm) kulsprutor. Kryssarna hade också två trippelmonterade 53,3 cm torpedtuber, med en montering på vardera sida.
Fiji-klassen saknade ett fullständigt pansarbälte i vattenlinjen. Sidorna i deras pann- och maskinrum och magasin skyddades av ett pansar på 83-89 mm. Däcket över magasinen och vissa av maskinrummen var förstärkt med en tjocklek på 51-89 mm och huvudkanontornen hade endast splitterskydd med en tjocklek på 25-51 mm. De hade en flygplanskatapult och två Supermarine Sea Otter eller Walrus sjöflygplan.

## Historik

### Konstruktion
Gambia beställdes i 1938 års flottprogram och kölsträcktes den 24 juli 1939 på Swan Hunter's Yard i Wallsend. Hon sjösattes den 30 november 1940 av Lady Hilbery och togs i bruk den 21 februari 1942.

### Tjänstgöring

#### Tidigt i kriget
Gambia tjänstgjorde i Ostindien med den brittiska Östra flottan och deltog i slaget om Madagaskar i september 1942. Därefter eskorterade hon konvojer i Indiska oceanen, men hon skickades tillbaka till de brittiska öarna och anlöpte på vägen Gambia, där västafrikanska hövdingar i fulla regalier ledde tusentals av sina undersåtar för att besöka fartyget som fått sitt namn efter deras koloni.
Hon renoverades i Liverpool mellan juni och september.

#### Tjänstgöring i Royal New Zealand Navy

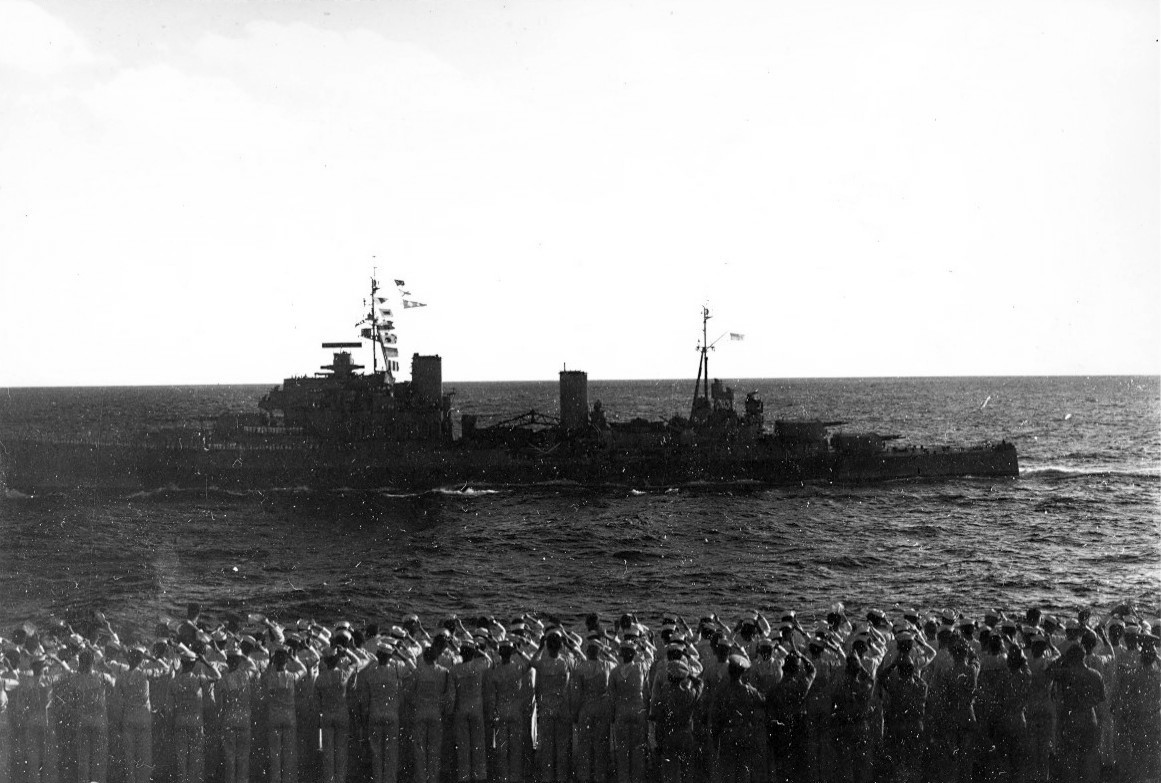
HMNZS Gambia, 18 maj 1944

Eftersom Nya Zeelands två andra kryssare, HMNZS Leander och HMNZS Achilles, var skadade, beslutades det i diskussioner med Royal Navys amiralitet att Gambia skulle överföras till den Nyzeeländska Flottan.
Nya Zeelands Official History historia skriver: "... HMNZS Gambia togs i bruk i Liverpool den 22 september 1943 under befäl av kapten William-Powlett, DSC, RN. Några av officerarna och tre fjärdedelar av manskapet var nyzeeländare." Den 3 oktober 1943 besökte Nya Zeelands högkommissarie Gambia och talade till fartygets kompani. Efter sjötester, utmönstring och tio dagar knuten till 1:a kryssarskvadronen i Scapa Flow anlände hon till Plymouth "... den 5 december 1943 för att arbeta tillsammans med HM ("His Majesty") skepp Glasgow och Enterprise under order från överbefälhavaren i Plymouth." Tillsammans med dessa fartyg inledde hon patrullering mot blockadlöpare i Biscayabukten i december, som en del av Operation Stonewall. Särskilt anmärkningsvärt var jakten på den tyska blockadlöparen Osorno, och jakten och sänkningen av en annan blockadlöpare under kapten William-Powletts övergripande befäl, men utan egentlig inblandning: "Under dessa omständigheter", skrev William-Powlett, "kunde Gambia, den äldsta av de fyra kryssarna, inte delta i den framgångsrika och spännande operation som Glasgow och Enterprise genomförde: hon kunde bara spela rollen som en irriterad lyssnare ...".
Gambia tjänstgjorde därefter i den brittiska Stillahavsflottan och deltog i attacker mot japanska styrkor i hela Stilla havet. I februari 1944 sökte hon efter blockadlöpare i området kring Kokosöarna. Hon stödde också en rad hangarfartygsräder mot oljeanläggningar och flygfält. Hon deltog i insatser utanför Okinawa, Formosa och Japan och deltog i attacken mot den japanska staden Kamaishi den 9 augusti. Hon attackerades av ett japanskt kamikazeflygplan när en vapenvila tillkännagavs och avlossade några av andra världskrigets sista skott.
Den 2 september 1945 var hon närvarande vid undertecknandet av den japanska kapitulationen i Tokyobukten.

#### Återlämnande till Royal Navy
Gambia återlämnades till Royal Navy i Portsmouth den 27 mars 1946. Hon genomgick en renovering och togs i bruk igen den 1 juli 1946 i den 5:e kryssareskadern i Fjärran östern flottan. Hon återvände till Storbritannien den 6 januari 1948 och i januari 1950 tilldelades hon 2:a kryssareskadern i Medelhavet, senare tjänstgjorde hon med 1:a kryssareskadern i samma område fram till oktober 1954. År 1953 förde hon och hennes systerfartyg Bermuda hjälp till den grekiska ön Zakynthos när den drabbades av en jordbävning. Grekiska tjänstemän skulle senare kommentera: "Vi greker har en lång tradition med Royal Navy och den levde upp till alla förväntningar i sin ofelbara tradition att alltid vara först med att hjälpa till." Samma år deltog hon i flottuppvisningen för att fira drottning Elizabeth II:s kröning.
År 1955 blev hon flaggskepp för den 4:e kryssareskadern på Ostindienstationen, men beslutet att inte fortsätta upprustningen av slagskeppet Vanguard innebar att det fanns medel för att förlänga Gambias och Bermudas livslängd, med ytterligare finansiering och utrustning från USA:s bistånd till Nato. Ombyggnaden gav dem ett slutligt lätt luftvärn bestående av nio dubbla 40 mm Bofors, ommonterade i positioner som gav större vinklar och amerikanska Mk 63 och SPG-35 radareldledningssystem för 10,2 cm kanonerna. Den nya bestyckningen liknade den som monterades på de återstående kryssarna av Baltimore-klassen i den amerikanska flottan 1956–1957, även om de tolv dubbelkanonerna av kaliber 7,6 cm/50 på de amerikanska kryssarna var mycket mer exakta och effektiva än Royal Navy Mk 5 Bofors eller X1X tvillingkanoner av kaliber 10,2 cm.
I maj 1957 seglade Gambia till Persiska viken och blev det sista flaggskeppet för viceamiral Hilary Biggs, överbefälhavare för Ostindien, och återvände till Rosyth den 19 september 1958. Den 4 november 1958 togs hon åter i bruk i den 1:a kryssarskvadronen i Medelhavet. Den 4 december 1959 skickades hon till Fjärran Östern för att avlösa kryssaren Ceylon i Röda havet. Fartyget återvände till Storbritannien via Sydafrika med besök i Freetown och Gambia innan det anlände till Portsmouth i juli 1960. De sista månaderna av 1960 tjänstgjorde hon i Sydatlanten och i hemmaflottan innan hon placerades i reserven i december samma år, och hennes besättning hamnade till stor del på den nya kryssaren Blake.

### Utrangering
Gambia förblev i reserven i Portsmouth tills hon utrangerades och såldes till Thos W. Ward för skrotning. Hon lämnade Portsmouth under bogsering den 2 december 1968 och anlände till Inverkeithing den 5 december.